# Internet Protocol Control Protocol
コンピュータネットワークにおいて、 Internet Protocol Control Protocol (インターネット・プロトコル・コントロール・プロトコル、IPCP) は Point-to-Point Protocol リンクの上で Internet Protocol を構成し、確立するための Network Control Protocol である。
IPCP は Link Control Protocol と同様のパケット交換メカニズムを使用する。
PPP が ネットワーク層のプロトコルフェーズに到達するまで、IPCP パケットは交換されない。
このフェーズに到達する前に受信したIPCPパケットは、破棄されなければならない。

## IP フレーム
| Code     | ID       | 長さ     | IP情報 |
| -------- | -------- | -------- | ------ |
| 1 バイト | 1 バイト | 2 バイト | 可変長 |

IP パケットは PPP フレームにカプセル化される。
| フラグ | アドレス | コントロール | 8021(16進数) | Payload (and padding) | FCS | フラグ |
| ------ | -------- | ------------ | ------------ | --------------------- | --- | ------ |

IPCPパケットの"情報"は以下の値を格納している:
- Configure-request
- Configure-ack
- Configure-nak
- Configure-reject
- Terminate-request
- Terminate-ack
- Code-reject

構成が完了した後のリンクは、PPP フレームのペイロードとして IP データを格納することができる。プロトコルフィールドの値は 0021(16進数) となる。このコードは IP データが格納されていることを示す。

## 参照
- RFC 1332